# 陝西省語言文字工作委員會
陝西省语言文字工作委员会，簡稱陝西省語委，主管陝西省的語言文字工作。2020年，主任方光华（兼任副省长），副主任高阳（兼任省政府副秘书长），副主任刘建林（兼任省教育厅厅长）。